# George Arnald
George Arnald (1763 – 21 novembre 1841) est un peintre britannique spécialisé dans les paysages et les représentations topographiques pour illustrer l'histoire régionale. Il est notamment connu pour sa célèbre peinture représentant la bataille du Nil (ou bataille d'Aboukir).

## Biographie
George Arnald est né en 1763. Selon certains historiens de l'art, il serait né dans le village de Farndip (actuellement Farndish (en)) dans le Northamptonshire, l'actuel Bedfordshire, alors que d'autres suggèrent qu'il aurait vu le jour à Berkshire.
Il existe assez peu d'informations sur la jeunesse de George Arnald mais il semblerait qu'il ait commencé par être domestique avant de se tourner vers l'étude de l'art. Il est l'élève du peintre paysagiste et graveur William Pether (vers 1738-1821).
En 1788, Arnald fait sa première exposition à la Royal Academy et près de 176 de ses peintures y sont présentées dans les années qui suivent. Entre 1798 et 1799, il voyage dans le Pays de Galles avec son ami le peintre John Varley. Par la suite, Il expose 63 œuvres à la British Institution fondée en 1805.
Le 5 novembre 1810, il est élu membre associé de la Royal Academy mais il n'est jamais admis comme membre à temps plein. Dans une conversation avec le poète William Wordsworth, le mécène George Beaumont, qui joue un rôle majeur dans la fondation de la National Gallery déplore le manque d'éducation littéraire d'Arnald en indiquant :

« [Arnald] aurait été un meilleur peintre, si son génie l'avait conduit à lire plus pendant la première partie de sa vie. [...] Je ne pense pas qu'il soit possible d'exceller dans la peinture de paysages sans une forte imprégnation de l'esprit poétique. »

En 1825, George Arnald travaille pour le duc de Gloucester et, deux ans plus tard, il expose à la British Institution son tableau le plus célèbre, La Destruction de l'Orient au cours de la Bataille du Nil, 1er août 1798.
En 1828, il séjourne en France où il réalise un certain nombre de tableau représentant le fleuve la Meuse dont il fait un album qu'il publie à ses frais à son retour en Angleterre. Il publie également en 1939 un manuel de peinture intitulé Traité pratique de la peinture à l'huile de paysage.
George Arnald a pour élève le peintre portraitiste Henry William Pickersgill qui devient un membre à part entière de la Royal Academy et qui réalise notamment les portraits de William Wordsworth, le Duc de Wellington et Robert Peel.
Arnald meurt à Pentonville, un quartier de Londres, le 21 novembre 1841.

## Œuvres

### Peintures

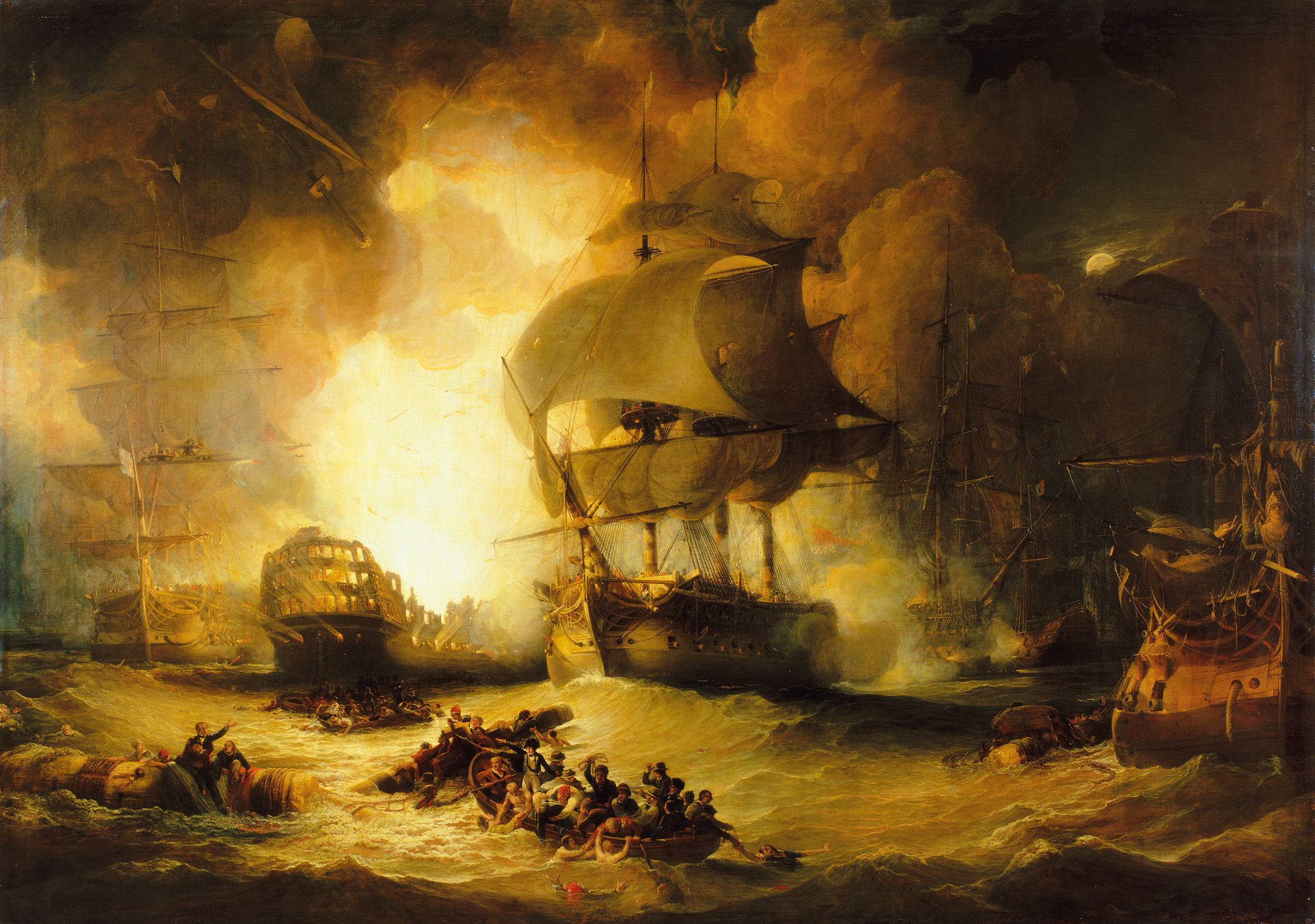
La Destruction de lOrient au cours de la Bataille du Nil, 1 août 1798, 1825-1827, National Maritime Museum, Londres

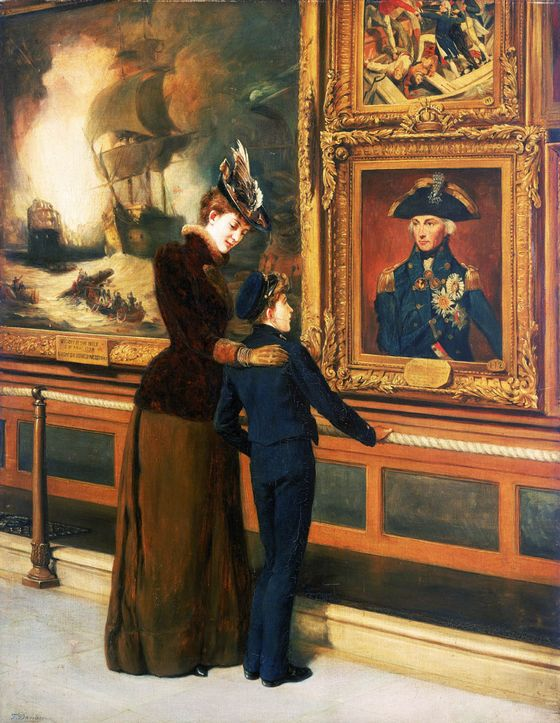
Fierté et Gloire de l'Angleterre, Thomas Davidson, 1894,National Maritime Museum (le tableau de George Arnald est représenté à droite)

La peinture la plus célèbre de George Arnald est sans doute La Destruction de l'Orient au cours de la Bataille du Nil, 1er août 1798 qu'il a peint entre 1825 et 1827. C'est la seule peinture marine connue d'Arnald et elle faisait partie d'une série de quatre peintures réalisées à l'occasion d'un concours organisé par la British Institution afin de décorer le Painted Hall du Greenwich Hospital de Londres. Le tableau fut exposé en 1827 à la British Institution et est actuellement au National Maritime Museum à Greenwich, dans la banlieue de Londres.
Le tableau apparaît dans une peinture de Thomas Davidson (en), dans lequel il est suspendu dans la galerie de l'hôpital de Greenwich aux côtés du célèbre portrait de Lord Nelson peint par Lemuel Abbott.
Plusieurs des œuvres de George Arnald font partie de collections telles que celle de la Tate Gallery, la Royal Academy of Arts Collection, la National Portrait Gallery de Londres ainsi que les collections de l'Université de Liège en Belgique. La Ferens Art Gallery (en) de Kingston-upon-Hull possède son tableau Charles I before Hull, et L'armée commandée par Cromwell marchant sur Winchester est au Musée Municipal de Winchester.

### Illustrations de livres
Les peintures de George Arnald ont servi à illustrer un certain nombre de livres dont :
- Walter Scott, Les Antiquités de la frontière de l'Angleterre et de l'Écosse, Édimbourg, 1814
- James Dugdale, Le nouveau voyageur britannique, Londres, J Robins & Co, 1819
- Thomas Wright, Histoire et topographie du comté d'Essex, Londres, G. Virtue, 1836